# François Vatel

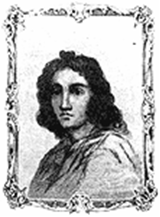
François Vatel na rycinie anonimowego autora.

François Vatel lub Wattel (ur. 1631, zm. 24 kwietnia 1671 w Chantilly) – majordomus na dworach Nicolasa Fouqueta i księcia Ludwika II Kondeusza. Znany był z organizowania wystawnych, pełnych przepychu uczt. Według informacji z listów markizy de Sévigné popełnił samobójstwo, gdy na bankiecie wydanym przez księcia Condé na cześć Ludwika XIV z opóźnieniem dostarczono rybę.
Na motywach jego losów powstał film Vatel (2000), w którym tytułową rolę zagrał Gérard Depardieu.